# Gà so mào
Gà so mào (danh pháp hai phần: Rollulus rouloul) là một loài chim trong họ Phasianidae. Gà so mào là một loài sinh sản định cư ở phía nam Myanmar, nam Thái Lan, Malaysia, Sumatra, Borneo.

## Hình ảnh

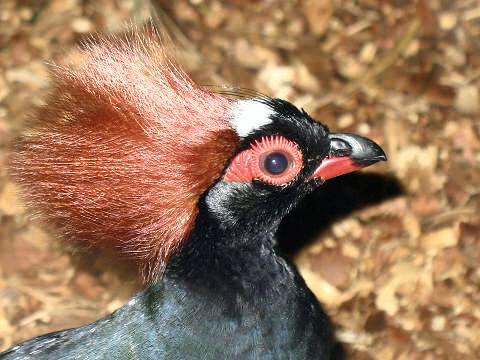
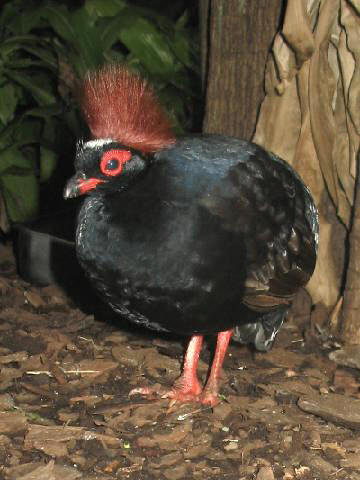
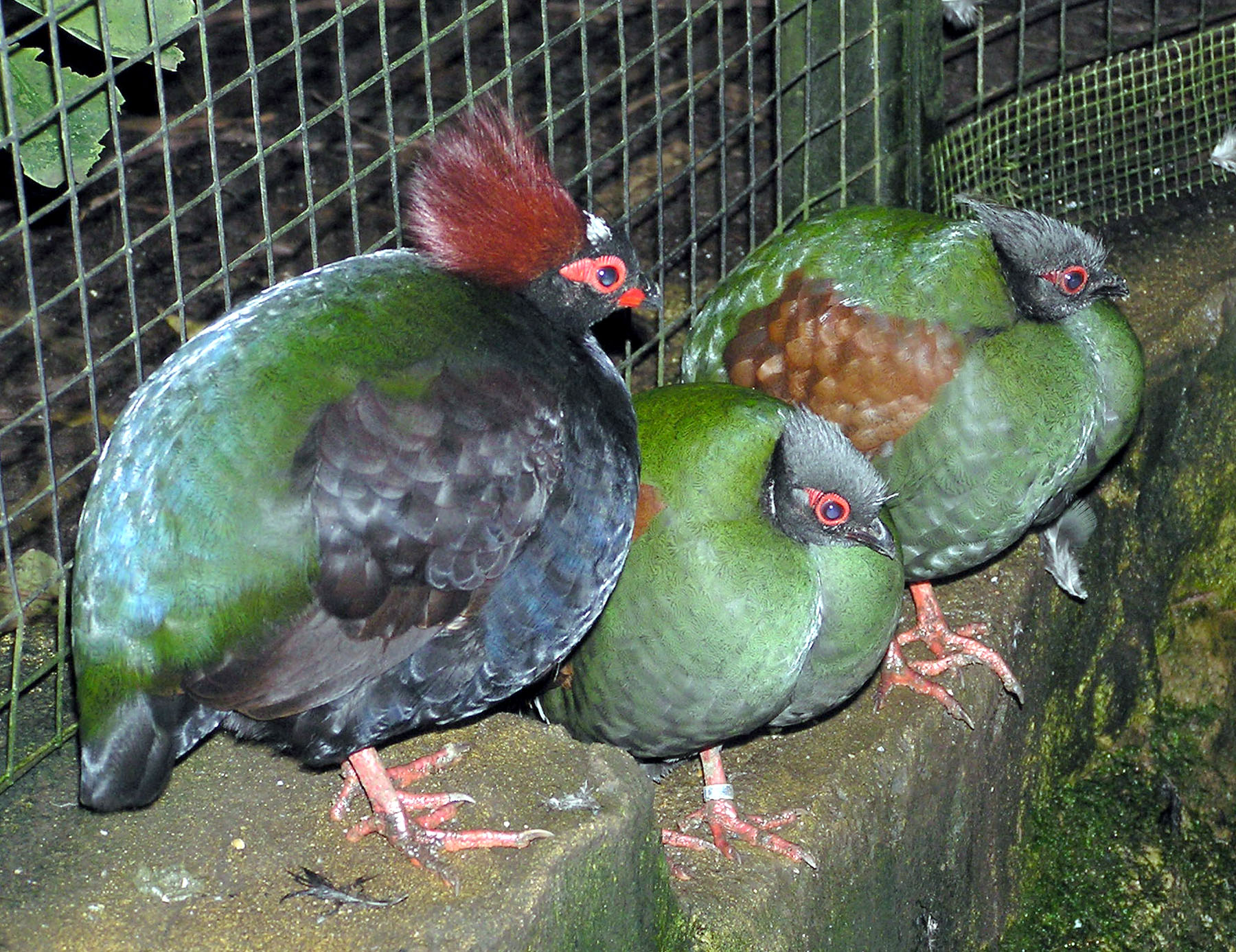
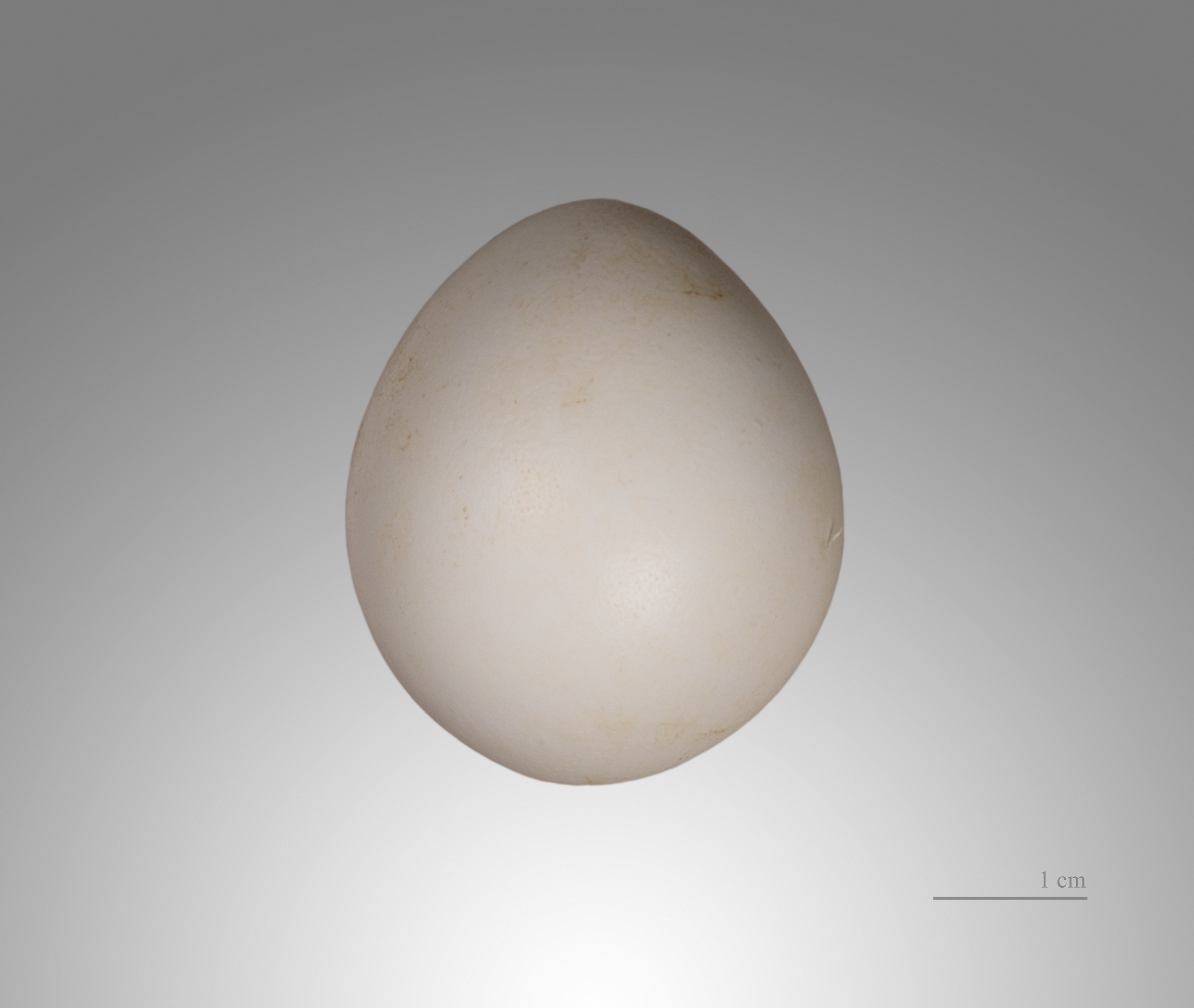
Trứng